# Рябець рудий
Рябець рудий (Melitaea cinxia) — вид денних метеликів родини сонцевиків (Nymphalidae).

## Поширення
Вид поширений у Європі та помірній Азії від Північної Іспанії до Казахстану. В Україні досить поширений вид на відкритих місцевостях з трав'яною рослинністю (на луках, полях, галявинах).

## Опис
Довжина переднього крила 15-20 мм. Розмах крил 41-47 мм. Помаранчевий фон верхньої сторони крил пересічений характерними коричневими лініями, а на зовнішньому краї задніх крил розташовується дуга з чорних плям. Низ задніх крил кремово-білий з двома нерівними кремовими смугами, зовнішня смуга з темними плямами.
Трапляються також темніші особини, що пов'язано з холоднішими температурами, за яких розвивається лялечка.
Рябець рудий за зовнішнім виглядом схожий забарвленням верху на рябця Аталію (Melitaea athalia), але по зовнішньому краю заднього крила у неї немає плям.

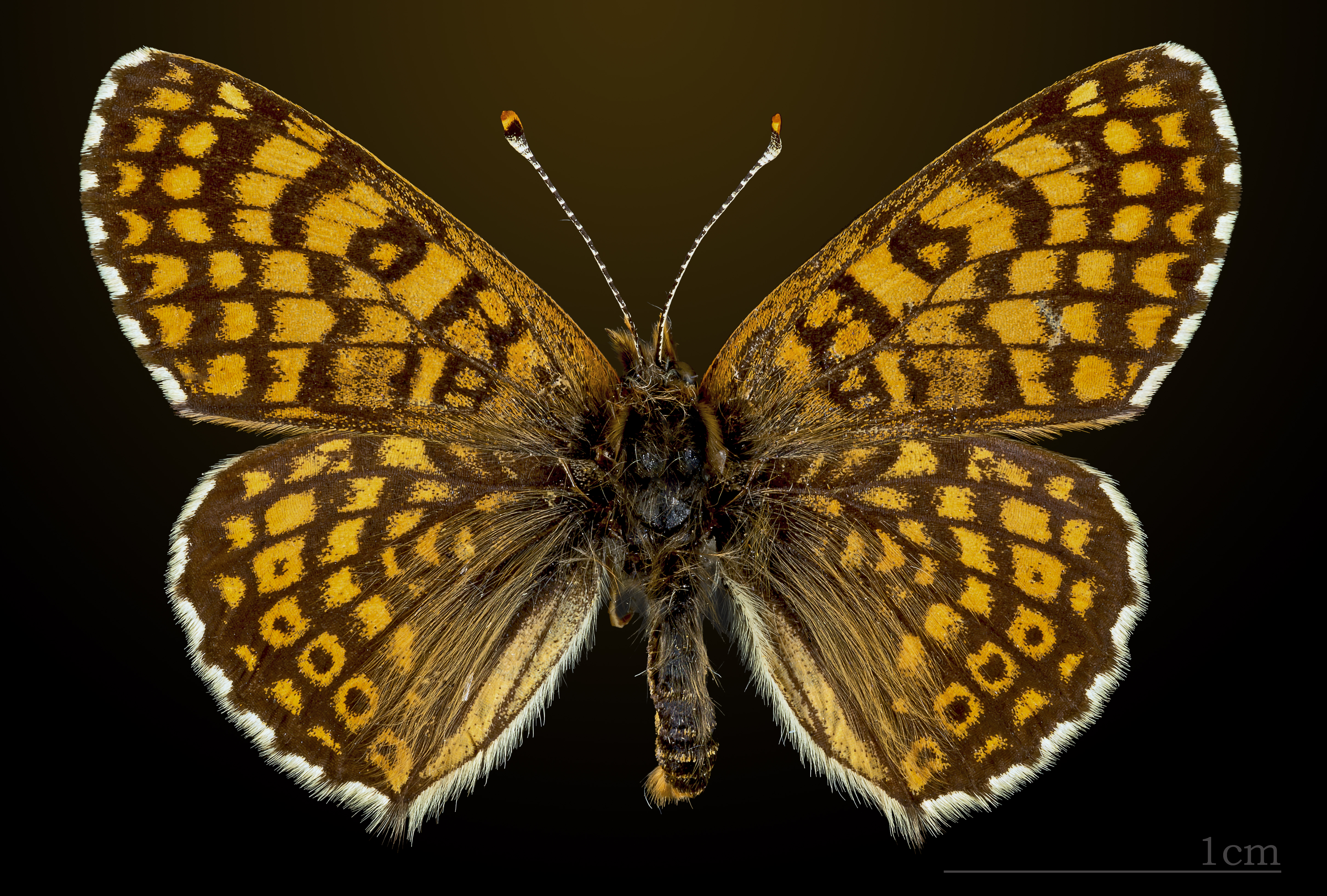
Верхня сторона
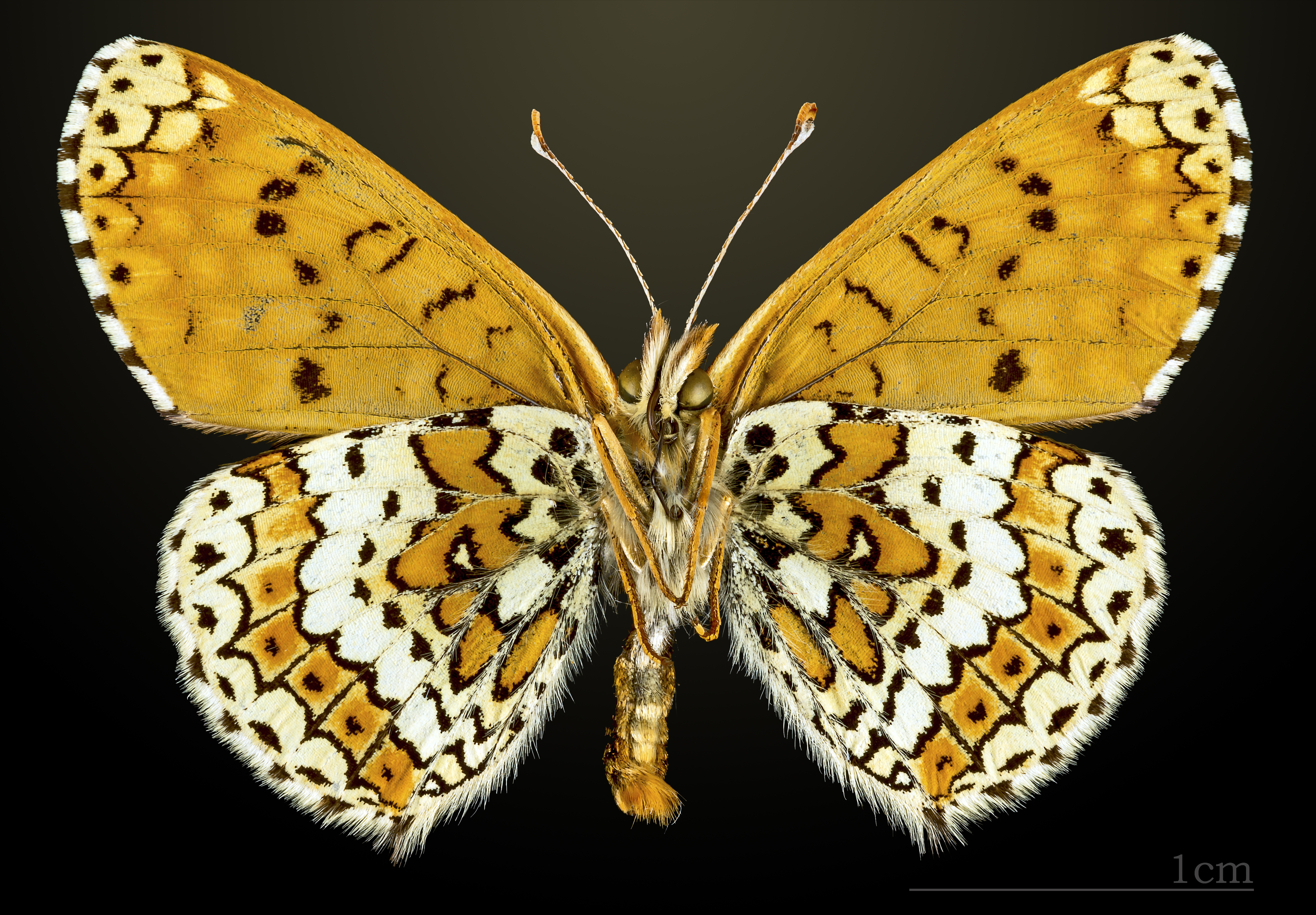
Нижня сторона
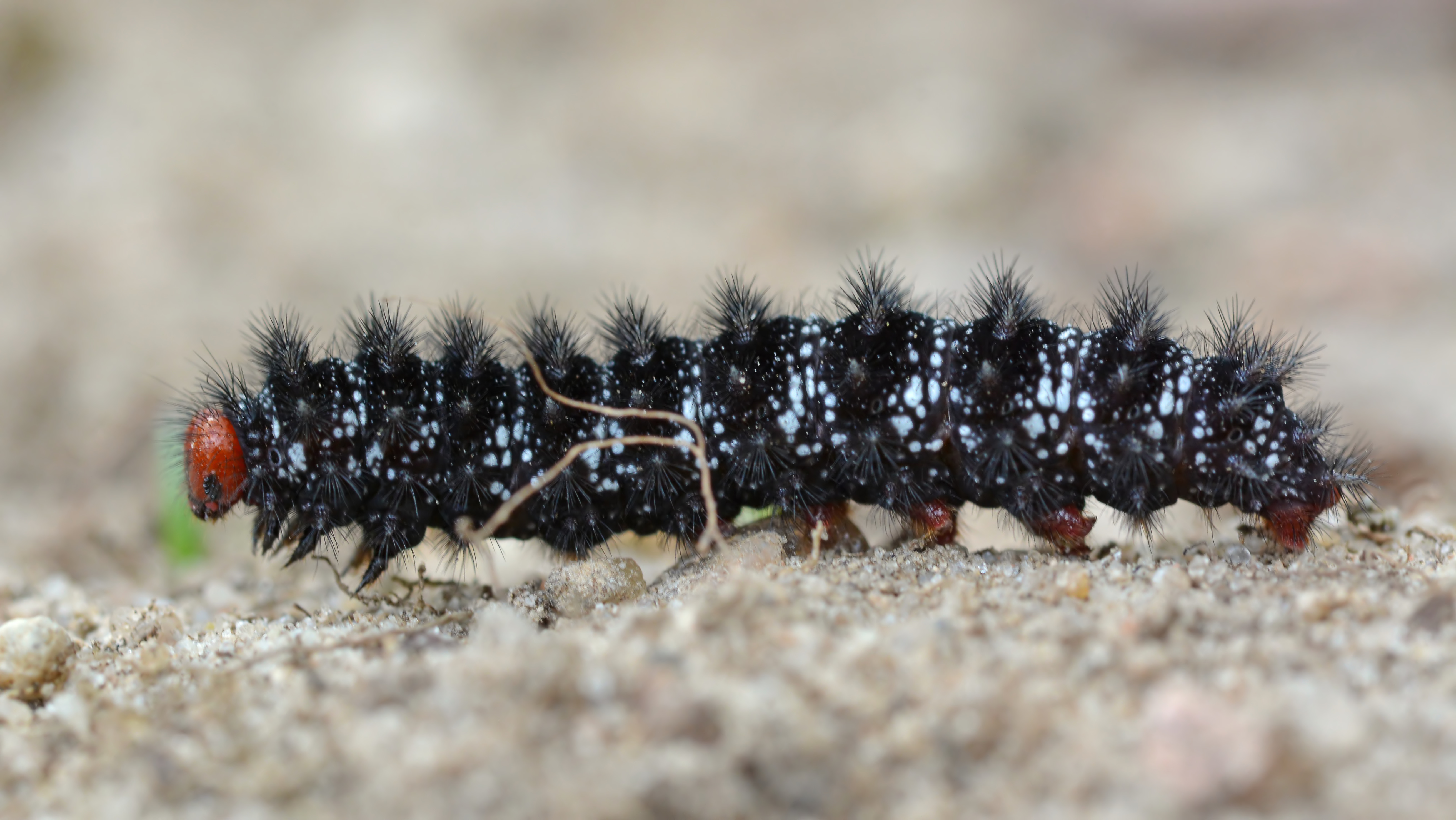
Гусениця
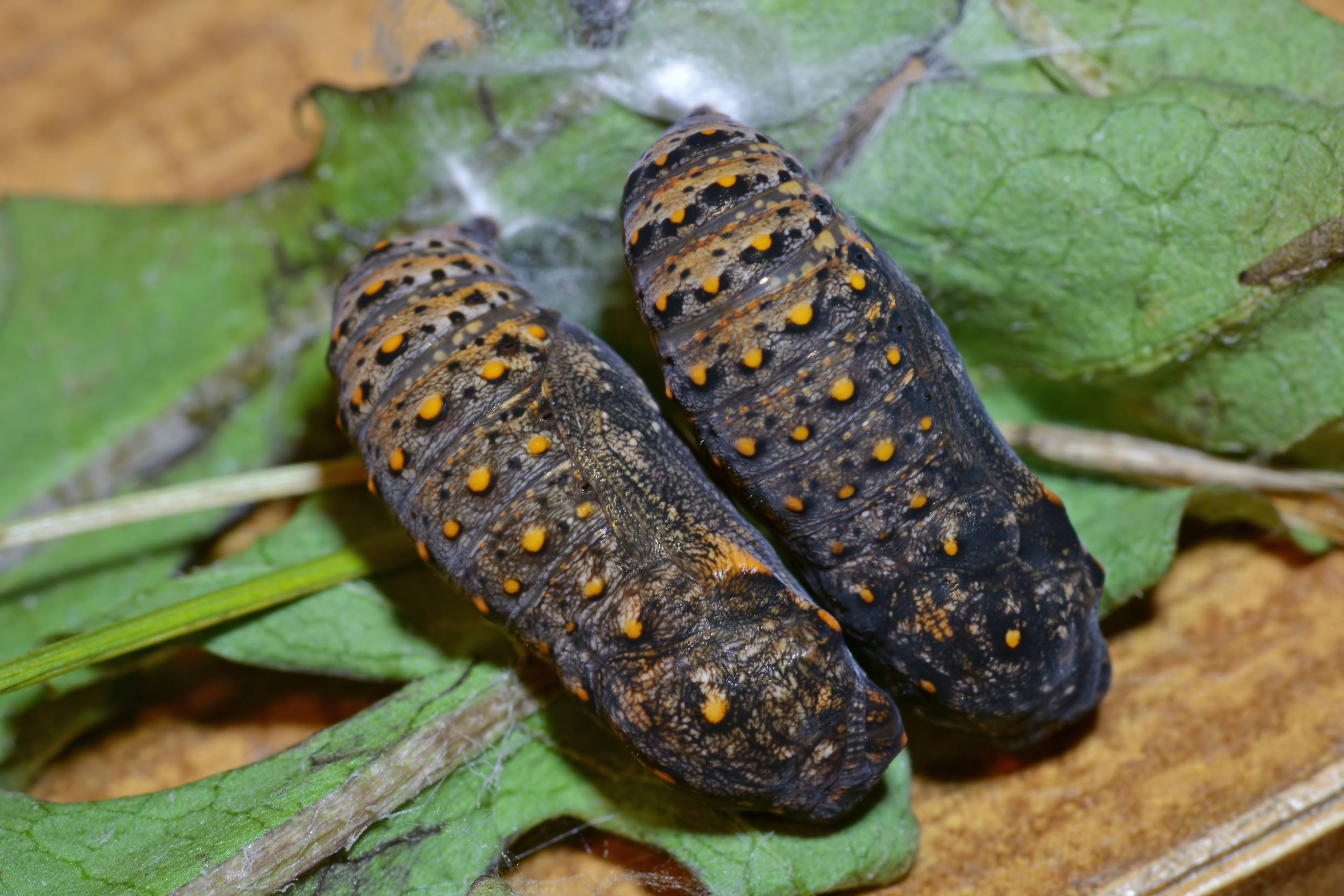
Лялечки

## Спосіб життя
Метелики літають з середини травня до середини липня. Трапляються на сухих різнотравних луках і галявина. Після відкладання яєць самиця гине. В цілому одна самиця може відкладе до 200 яєць. Тривалість дозрівання яєць становить близько 3 тижнів. Гусениці мають темне забарвлення, з дрібними блідими цятками. Кормовими рослинами гусені є подорожник ланцетолистий та вероніка колосиста. Молоді гусениці живуть співтовариствами у павутинних гніздах з листя; зимують у цьому притулку, а навесні розповзаються. Лялечка прикріплюється до стебел і листя. Метаморфоз триває 15 днів.